# Haval H2s
Der Haval H2s ist ein SUV der zum chinesischen Automobilhersteller Great Wall Motor gehörenden Marke Haval.

## Geschichte
Das Fahrzeug debütierte im November 2016 auf der Guangzhou Auto Show und kam kurz darauf in China in den Handel. Es ist über dem Haval H2 positioniert und ist wie dieser in einer „Red Label“-Variante und einer „Blue Label“-Variante erhältlich. Zu unterscheiden sind sie unter anderem am Kühlergrill, der bei der „Red Label“-Variante größer ausfällt, dem Logo des Herstellers, das in der entsprechenden Label-Farbe lackiert ist und der Kennzeichenpositionierung am Heck.

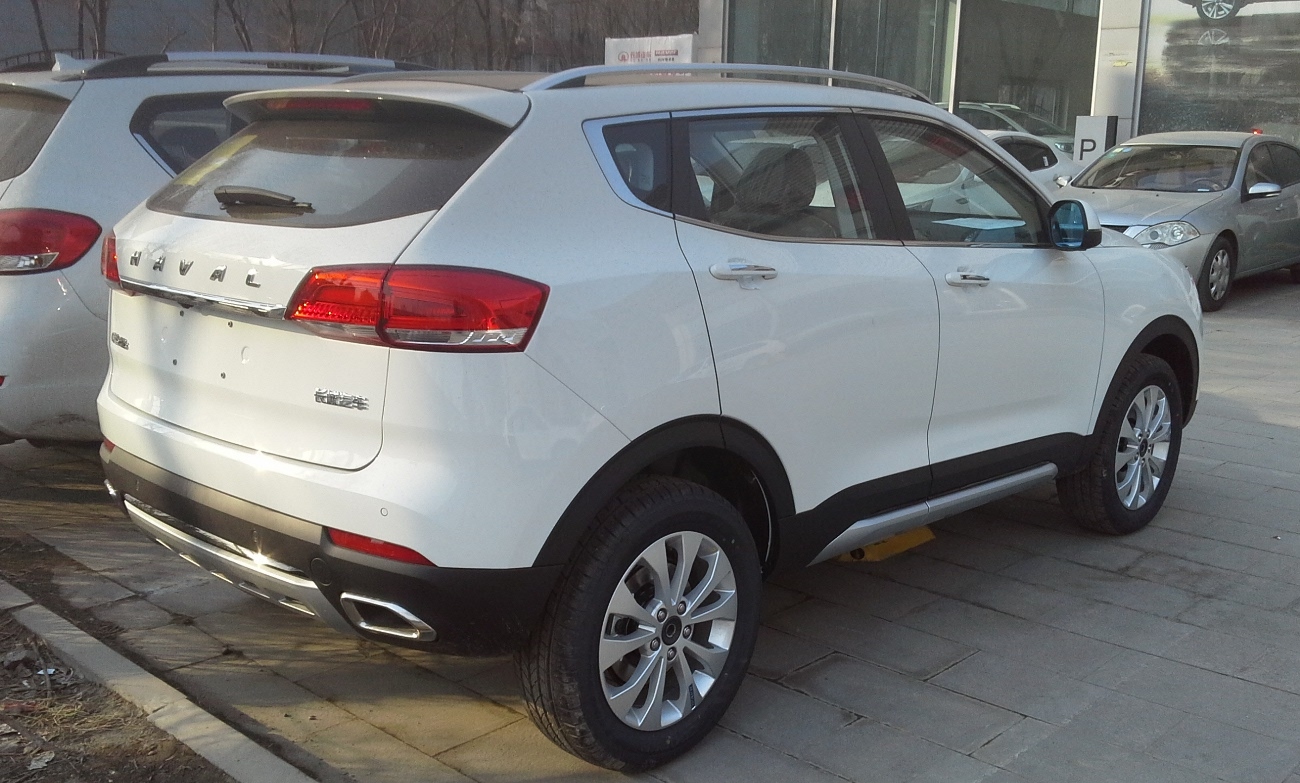
Heckansicht
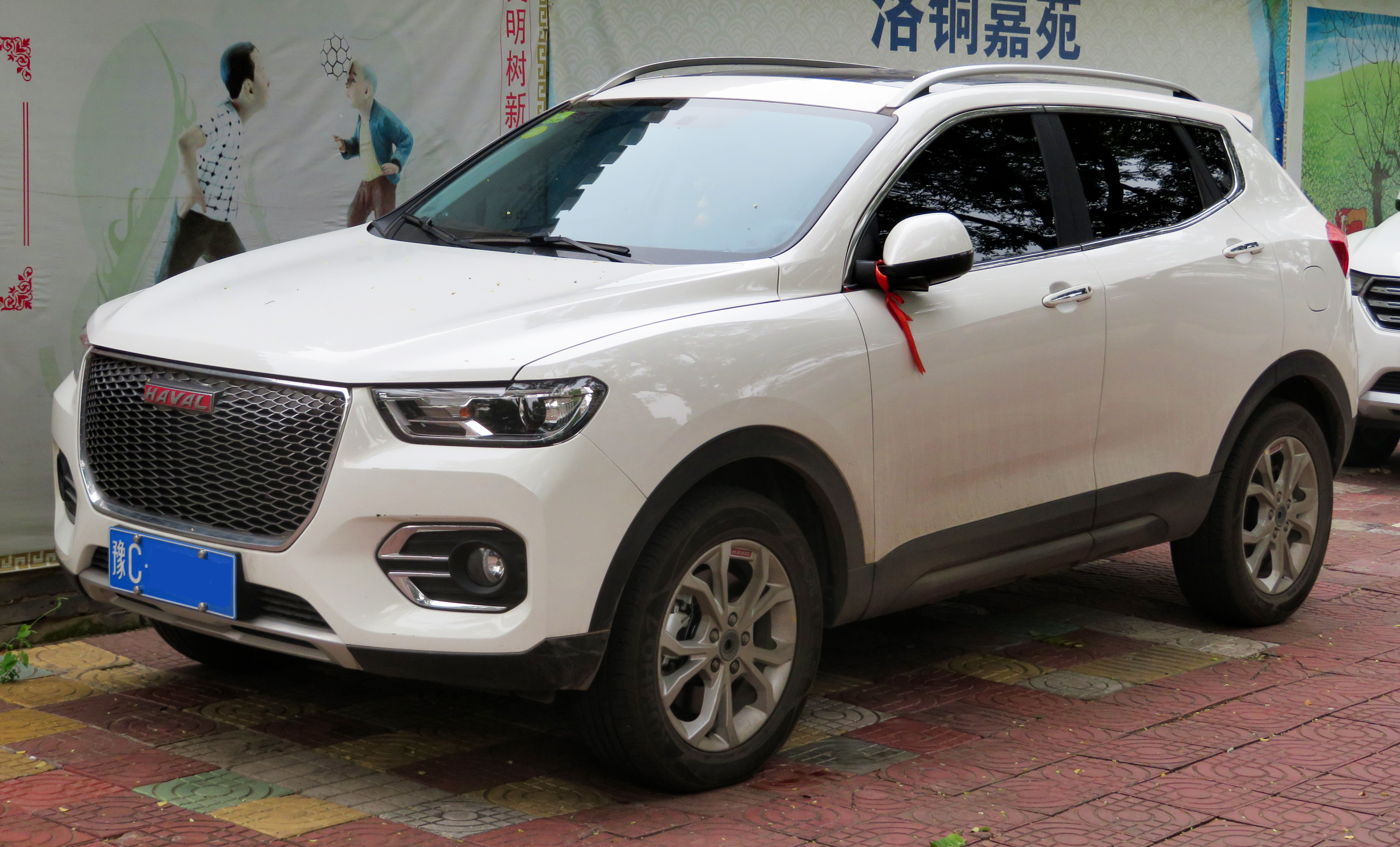
Haval H2s Red Label (seit 2016)
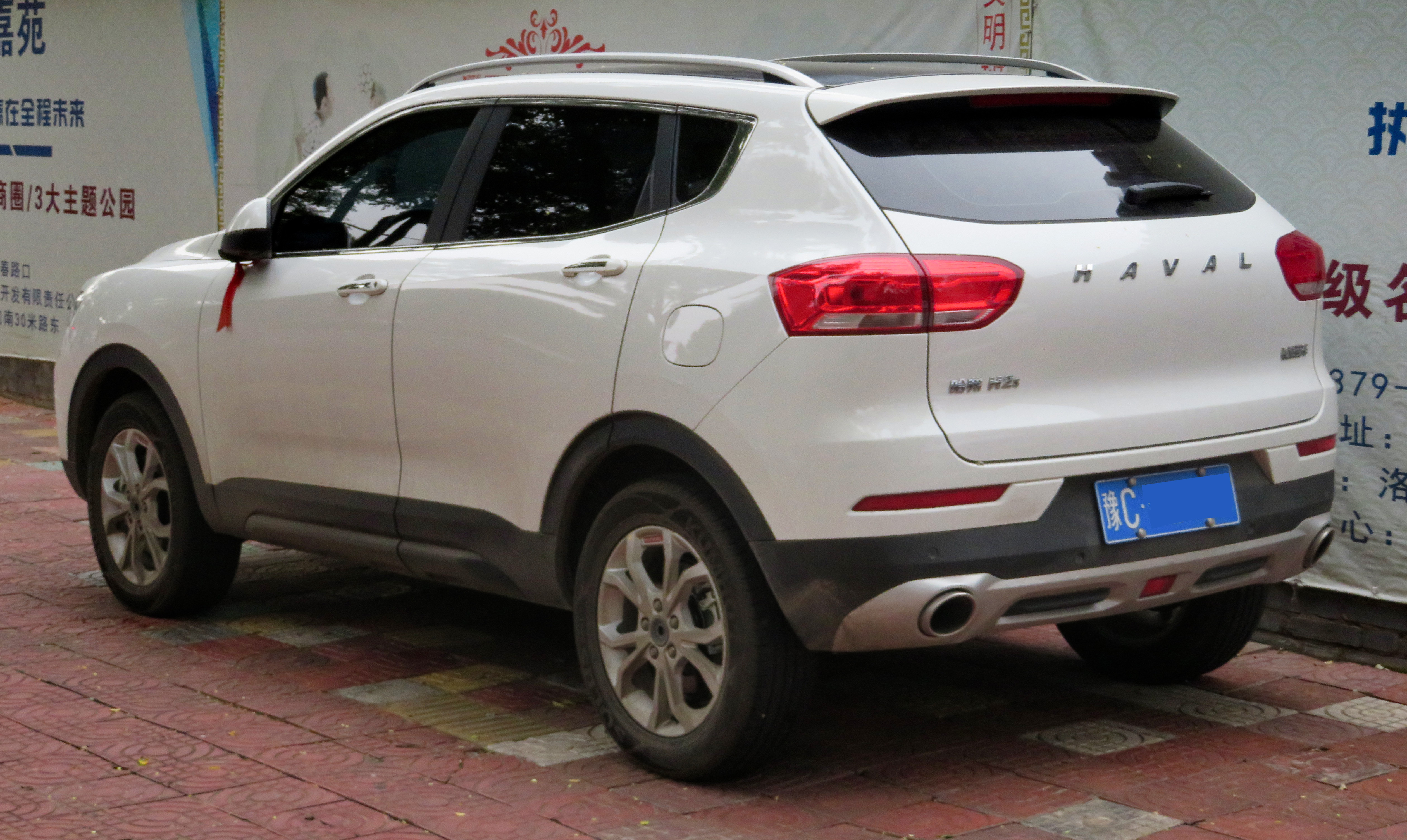
Heckansicht

## Technische Daten
Den Antrieb im H2s übernimmt wie im H2 ein 110 kW (150 PS) starker 1,5-Liter-Ottomotor.
|                                             | 1.5                                |
| Bauzeitraum                                 | 11/2016–09/2019                    |
| Motorkenndaten                              |                                    |
| Motortyp                                    | R4-Ottomotor                       |
| Hubraum                                     | 1497 cm³                           |
| max. Leistung bei min−1                     | 110 kW (150 PS) / 5600             |
| max. Drehmoment bei min−1                   | 210 Nm / 2200–4500                 |
| Kraftübertragung                            |                                    |
| Antrieb, serienmäßig                        | Vorderradantrieb                   |
| Antrieb, optional                           | —                                  |
| Getriebe, serienmäßig                       | 6-Gang-Schaltgetriebe              |
| Getriebe, optional                          | [7-Stufen-Doppelkupplungsgetriebe] |
| Messwerte                                   |                                    |
| Höchstgeschwindigkeit                       | 180 km/h                           |
| Beschleunigung, 0–100 km/h                  | 11,8 s                             |
| Kraftstoffverbrauch auf 100 km (kombiniert) | 6,3–6,9 l Super [6,7–7,2 l Super]  |